# Irgun

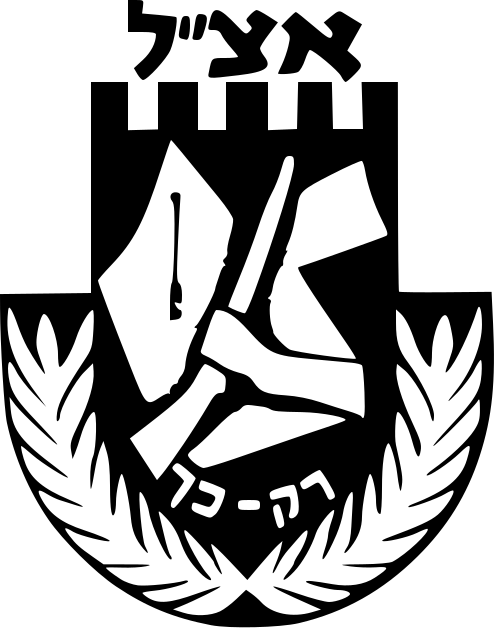
Emblema do Irgun

Irgun (em hebraico, ארגון‎, "organização", forma abreviada de הארגון הצבאי הלאומי בארץ ישראל, translit. HaIrgun HaTzva'i HaLe'umi BeEretz Yisra'el; em português, "Organização Militar Nacional na Terra de Israel", também chamada ארגון צבאי לאומי, transliterado como Irgun Tzvai Leumi; em português, "Organização Militar Nacional") foi uma organização paramilitar sionista que operou durante o Mandato Britânico da Palestina (1931 - 1948). Em Israel, é comumente referida pelo acrônimo lexicalizado Etzel (אצ"ל), a partir da contração das iniciais hebraicas I.Z.L.. Foi classificada por alguns como “organização terrorista”, embora o Mandato Britânico tenha banido este termo para se referir ao grupo em 1947.
Foi criada em 1931, como resultado de uma cisão na Haganá. A Irgun diferia da Haganá, no sentido de que realizava operações de represália e ataques contra militares britânicos e, em alguns caso, até mesmo civis (como na explosão do King David Hotel). Coisa que era rejeitada pela Haganá, que era um braço ligado à central política do Yishuv e tinha preocupações apenas em se defender. O Irgun lutou principalmente para exercer pressão contra o Livro Branco britânico.[carece de fontes?]
Nos meses seguintes à proclamação do Estado de Israel, em 1948, a maior parte dos integrantes da Irgun e da Haganá integraram-se no exército regular, tendo a organização sido oficialmente desmantelada em janeiro de 1949. 
Alguns dos antigos membros da organização também ajudaram a formar o partido Herut ("Liberdade"), criado no fim do mesmo ano. O Herut foi a matriz do atual Likud, partido de direita israelense.[carece de fontes?]